# Protaetia adspersa
Protaetia adspersa är en skalbaggsart som beskrevs av Moser 1907. Protaetia adspersa ingår i släktet Protaetia och familjen Cetoniidae. Utöver nominatformen finns också underarten P. a. moluana.